# Punto di Curie
In fisica e in scienza dei materiali, la temperatura di Curie {\displaystyle (T_{C})}, o punto di Curie, è la temperatura al di sopra della quale alcuni materiali perdono le loro proprietà magnetiche permanenti, che possono (nella maggior parte dei casi) essere sostituite dal magnetismo indotto. La temperatura di Curie prende il nome da Pierre Curie, che dimostrò che il magnetismo di un materiale scompariva a una temperatura critica.
La forza del magnetismo è determinata dal momento magnetico, un momento di dipolo all'interno di un atomo che ha origine dal momento angolare e dallo spin degli elettroni. I materiali hanno diverse strutture di momenti magnetici intrinseci che dipendono dalla temperatura; la temperatura di Curie è il punto critico in cui i momenti magnetici intrinseci di un materiale cambiano direzione.

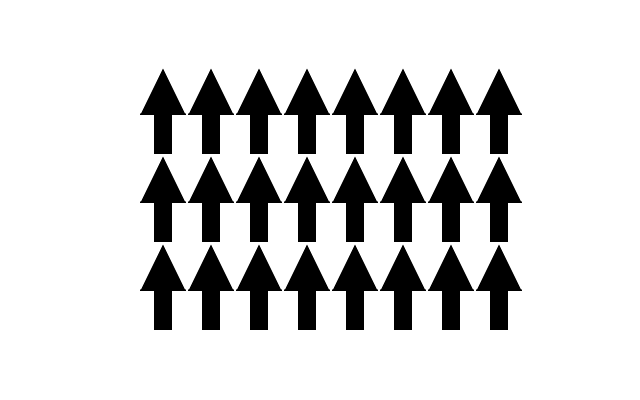
Figura 1. Al di sotto della temperatura di Curie, gli spin magnetici vicini si allineano parallelamente l'uno all'altro nel ferromagnete in assenza di un campo magnetico esterno applicato

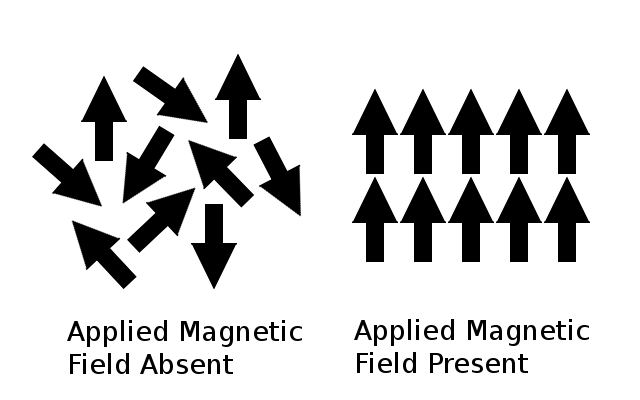
Figura 2. Al di sopra della temperatura di Curie, gli spin magnetici sono allineati casualmente in un paramagnete (immagine di sinistra), a meno che non venga applicato un campo magnetico esterno (immagine di destra).

Il magnetismo permanente è causato dall'allineamento dei momenti magnetici e il magnetismo indotto viene creato quando i momenti magnetici disordinati sono forzati ad allinearsi in un campo magnetico applicato. Ad esempio, i momenti magnetici ordinati (ferromagnetico, (Figura 1)) cambiano e diventano disordinati (paramagnetici, (Figura 2) alla temperatura di Curie. Temperature più elevate rendono i magneti più deboli, poiché il magnetismo spontaneo si verifica solo al di sotto della temperatura di Curie. La suscettività magnetica al di sopra della temperatura di Curie può essere calcolata dalla legge di Curie-Weiss, che deriva dalla legge di Curie.
Analogamente ai materiali ferromagnetici e paramagnetici, la temperatura di Curie può essere utilizzata anche per descrivere la transizione di fase tra ferroelettricità e paraelettricità. In questo contesto, il parametro d'ordine è la polarizzazione elettrica che va da un valore finito a zero quando la temperatura viene aumentata al di sopra della temperatura di Curie.

## Momenti magnetici
I momenti magnetici sono momenti di dipolo permanenti all'interno di un atomo che comprendono il momento angolare dell'elettrone e lo spin dalla relazione
{\displaystyle \mu _{l}={\frac {el}{2m_{e}}}},
dove:
- {\displaystyle e} è la carica dell'elettrone
- {\displaystyle m_{e}} è la massa dell'elettrone
- {\displaystyle \mu _{l}} è il momento magnetico
- {\displaystyle l} è il momento angolare;

questo rapporto è chiamato rapporto giromagnetico.
Gli elettroni in un atomo contribuiscono con i momenti magnetici dal proprio momento angolare e dal proprio momento orbitale attorno al nucleo. I momenti magnetici del nucleo sono insignificanti in contrasto con i momenti magnetici degli elettroni. Contributi termici provocano elettroni di energia più elevata che interrompono l'ordine e la distruzione dell'allineamento tra i dipoli.
I materiali ferromagnetici, paramagnetici, ferrimagnetici e antiferromagnetici hanno differenti strutture del momento magnetico intrinseco. Alla temperatura di Curie {\displaystyle (T_{C})} specifica di un materiale, queste proprietà cambiano. Il passaggio da antiferromagnetico a paramagnetico (o viceversa) avviene alla temperatura di Néel {\displaystyle (T_{N})}, che è analoga alla temperatura di Curie.
| Al di sotto di {\displaystyle T_{C}} | Al di sopra di {\displaystyle T_{C}} |
| ------------------------------------ | ------------------------------------ |
| Ferromagnetico                       | ↔ Paramagnetico                      |
| Ferrimagnetico                       | ↔ Paramagnetico                      |
| Al di sotto di {\displaystyle T_{N}} | Al di sopra di {\displaystyle T_{N}} |
| Antiferromagnetico                   | ↔ Paramagnetico                      |

Orientazione dei momenti magnetici nei materiali
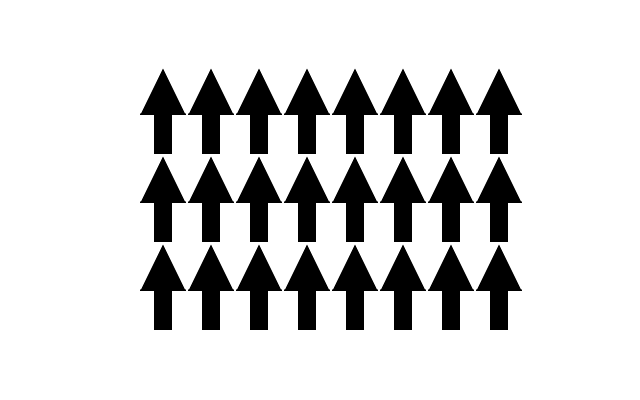
Ferromagnetismo:  in assenza di un campo magnetico applicato, i momenti magnetici in un materiale ferromagnetico sono ordinati e hanno la stessa grandezza.
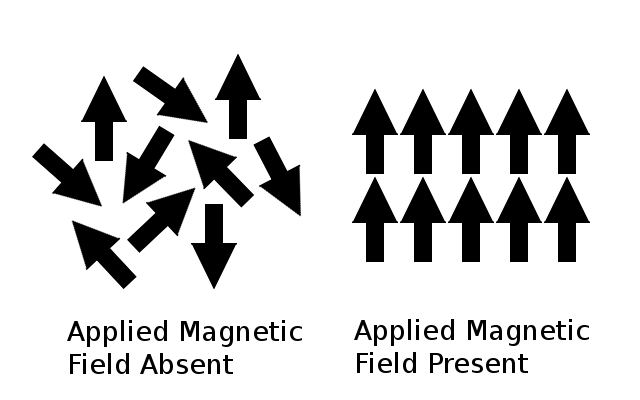
Paramagnetismo: i momenti magnetici in un materiale paramagnetico sono disordinati in assenza di un campo magnetico applicato e ordinati in presenza di un campo magnetico applicato.
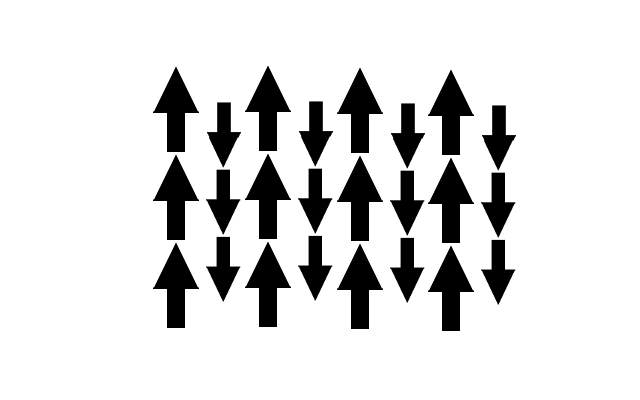
Ferrimagnetismo: i momenti magnetici in un materiale ferrimagnetico hanno diverse grandezze (dovute alla struttura cristallo che contiene due diversi tipi di ioni magnetici) che sono allineati in modo opposto in assenza di un campo magnetico applicato.
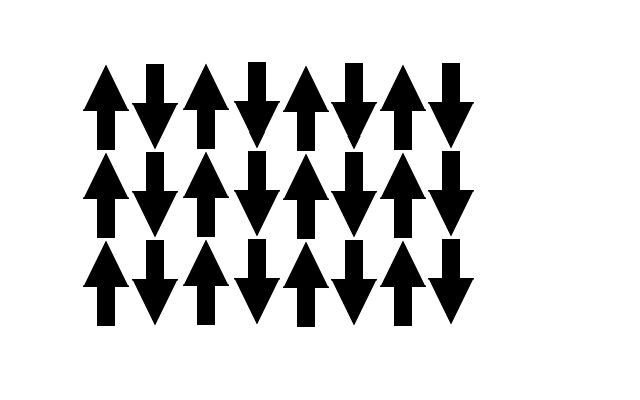
Antiferromagnetismo: i momenti magnetici in un materiale antiferromagnetico hanno le stesse grandezze, ma sono allineati in modo opposto in assenza di un campo magnetico applicato.

Esempi di temperature di Curie:
| Materiale                               | Temperatura (K) | (°C)       |
| --------------------------------------- | --------------- | ---------- |
| Ferro (Fe)                              | 1043 K          | 770 °C     |
| Cobalto (Co)                            | 1390 K          | 1117 °C    |
| Nichel (Ni)                             | 620 K           | 347 °C     |
| Mu-metal                                | 570 K           | 297 °C     |
| Gadolinio (Gd)                          | 292 K           | 19 °C      |
| Disprosio (Dy)                          | 88 K            | -185 °C    |
| Bismutiuro di manganese (MnBi)          | 630 K           | 357 °C     |
| Antimoniuro di manganese (MnSb)         | 587 K           | 314 °C     |
| Diossido di cromo (CrO2)                | 386 K           | 113 °C     |
| Arseniuro di manganese (MnAs)           | 318 K           | 45 °C      |
| Ossido di europio (EuO)                 | 69 K            | -204 °C    |
| Ossido ferrico (Fe2O3)                  | 948 K           | 675 °C     |
| Ossido ferroso-ferrico (Fe3O4)          | 858 K           | 585 °C     |
| Ossido di niobio-ferrico (NiO–Fe2O3)    | 858 K           | 585 °C     |
| Ossido rameico-ferrico (CuO–Fe2O3)      | 728 K           | 455 °C     |
| Ossido di magnesio-ferrico (MgO–Fe2O3)  | 713 K           | 440 °C     |
| Ossido ipomanganoso-ferrico (MnO–Fe2O3) | 573 K           | 300 °C     |
| Granato di ittrio e ferro (Y3Fe5O12)    | 560 K           | 287 °C     |
| Magneti al neodimio                     | 583-673 K       | 310-400 °C |
| Alnico                                  | 973-1133 K      | 700-860 °C |
| Magneti al samario-cobalto              | 993-1073 K      | 720-800 °C |
| Ferrite di stronzio                     | 723 K           | 450 °C     |

## Materiali con momenti magnetici che cambiano proprietà alla temperatura di Curie
Le strutture ferromagnetiche, paramagnetiche, ferrimagnetiche e antiferromagnetiche sono costituite da momenti magnetici intrinseci. Se tutti gli elettroni all'interno della struttura sono accoppiati, questi momenti si annullano a causa dei loro spin e momenti angolari opposti. Pertanto, anche con un campo magnetico applicato, questi materiali hanno proprietà diverse e nessuna temperatura di Curie.

### Paramagnetico
Un materiale è paramagnetico solo al di sopra della sua temperatura di Curie. I materiali paramagnetici sono non magnetici quando il campo magnetico è assente, e sono magnetici quando viene applicato un campo magnetico. Quando un campo magnetico è assente, il materiale ha momenti magnetici disordinati, ossia i momenti magnetici sono asimmetrici e non allineati. Quando è presente un campo magnetico, i momenti magnetici vengono temporaneamente riallineati parallelamente al campo applicato e sono simmetrici e allineati I momenti magnetici allineati nella stessa direzione sono ciò che provoca un campo magnetico indotto.
Per il paramagnetismo, questa risposta a un campo magnetico applicato è positiva ed è nota come suscettività magnetica La suscettività magnetica si applica solo al di sopra della temperatura di Curie per gli stati disordinati
Le fonti di paramagnetismo (materiali che hanno temperatura di Curie) includono
- Tutti gli atomi che hanno elettroni spaiati
- Atomi che hanno shell interne incomplete di elettroni
- I radicali liberi
- Metalli.

Al di sopra della temperatura di Curie, gli atomi sono eccitati e gli orientamenti di spin diventano casuali, ma possono essere riallineati dall'applicazione di un campo magnetico esterno: il materiale diventa paramagnetico. Al di sotto della temperatura di Curie, la struttura intrinseca ha subito una transizione di fase gli atomi sono ordinati e il materiale è ferromagnetico I campi magnetici indotti dai materiali paramagnetici sono molto deboli rispetto ai campi magnetici dei materiali ferromagnetici.

### Ferromagnetico
I materiali sono ferromagnetici solo al di sotto delle corrispondenti temperature di Curie. I materiali ferromagnetici sono magnetici in assenza di un campo magnetico applicato.
Quando un campo magnetico è assente, il materiale ha una magnetizzazione spontanea che è il risultato dei momenti magnetici ordinati; cioè, per il ferromagnetismo, gli atomi sono simmetrici e allineati nella stessa direzione creando un campo magnetico interno permanente.
Le interazioni magnetiche sono tenute insieme da interazioni di scambio, altrimenti il disordine termico supererebbe le deboli interazioni dei momenti magnetici. L'interazione di scambio ha una probabilità pari a zero che gli elettroni paralleli occupino lo stesso punto nel tempo, il che implica un allineamento parallelo preferito nel materiale. Il fattore di Boltzmann contribuisce pesantemente in quanto "preferisce" che le particelle interagenti siano allineate nella stessa direzione. Ciò fa sì che i ferromagneti abbiano forti campi magnetici e alte temperature Curie di circa {\displaystyle 1000\,\mathrm {K} } (circa {\displaystyle 730^{\circ }\mathrm {C} }).
Al di sotto della temperatura di Curie, gli atomi sono allineati e paralleli, causando magnetismo spontaneo: il materiale è ferromagnetico. Al di sopra della temperatura di Curie il materiale è paramagnetico, poiché gli atomi perdono i loro momenti magnetici ordinati quando il materiale subisce una transizione di fase.

### Ferrimagnetico
I materiali sono ferrimagnetici solo al di sotto della loro corrispondente temperatura di Curie. I materiali ferrimagnetici sono magnetici in assenza di un campo magnetico applicato e sono costituiti da due diversi ioni.
Quando un campo magnetico esterno è assente il materiale ha un magnetismo spontaneo che è il risultato di momenti magnetici ordinati; cioè, per il ferrimagnetismo, i momenti magnetici di uno ione sono allineati rivolti in una direzione con una certa grandezza e i momenti magnetici dell'altro ione sono allineati rivolti nella direzione opposta con una grandezza diversa. Poiché i momenti magnetici sono di diversa grandezza in direzioni opposte, c'è ancora un magnetismo spontaneo ed è presente un campo magnetico.
Simile ai materiali ferromagnetici, le interazioni magnetiche sono tenute insieme da interazioni di scambio. Gli orientamenti dei momenti, tuttavia, sono antiparalleli, il che si traduce in un momento netto dato dalla sottrazione di un momento con l'altro.
Al di sotto della temperatura di Curie gli atomi di ogni ione sono allineati in modo antiparallelo con diversi momenti provocando un magnetismo spontaneo; il materiale è ferrimagnetico. Al di sopra della temperatura di Curie il materiale è paramagnetico poiché gli atomi perdono i loro momenti magnetici ordinati mentre il materiale subisce una transizione di fase.

### Antiferromagnetico e la temperatura di Néel
I materiali sono antiferromagnetici solo al di sotto della loro corrispondente temperatura di Néel (o temperatura di ordinamento magnetico) {\displaystyle T_{N}}. Questa è simile alla temperatura di Curie poiché al di sopra della temperatura di Néel il materiale subisce una transizione di fase e diventa paramagnetico. Cioè, l'energia termica diventa abbastanza grande da distruggere l'ordinamento magnetico microscopico all'interno del materiale. Prende il nome da Louis Néel, che nel 1970 ricevette il Premio Nobel per la fisica per il suo lavoro al riguardo.
Il materiale ha momenti magnetici uguali allineati in direzioni opposte dando come risultato un momento magnetico nullo e un magnetismo netto pari a zero a tutte le temperature inferiori alla temperatura di Néel. I materiali antiferromagnetici sono debolmente magnetici in assenza o in presenza di un campo magnetico esterno.
Simile ai materiali ferromagnetici, le interazioni magnetiche sono tenute insieme da interazioni di scambio che impediscono al disordine termico di superare le interazioni deboli dei momenti magnetici. Quando si verifica il disordine, si è giunti alla temperatura di Néel
Di seguito sono elencate le temperature di Néel di diversi materiali:.
| Sostanza                       | Temperature di Néel (K) |
| ------------------------------ | ----------------------- |
| Monossido di manganese (MnO)   | 116                     |
| Solfuro di manganese(II) (MnS) | 160                     |
| MnTe                           | 307                     |
| Fluoruro manganoso (MnF2)      | 67                      |
| Fluoruro di ferro(II) (FeF2)   | 79                      |
| Cloruro ferroso (FeCl2         | 24                      |
| Ioduro ferroso (FeI2)          | 9                       |
| Ossido ferroso (FeO)           | 198                     |
| Ossicloruro di ferro (FeOCl)   | 80                      |
| Dicloruro di cromo (CrCl2)     | 25                      |
| Diioduro di cromo(II) (CrI2)   | 12                      |
| Monossido di cobalto (CoO)     | 291                     |
| Cloruro di nichel (NiCl2)      | 50                      |
| Ioduro di nichel(II) (NiI2)    | 75                      |
| Ossido di nichel (NiO)         | 525                     |
| Ferrite di potassio (KFeO2)    | 983                     |
| Cromo (Cr)                     | 308                     |
| Triossido di dicromo (Cr2O3)   | 307                     |
| Nd5Ge3                         | 50                      |

## Legge di Curie-Weiss
La legge di Curie-Weiss è una versione adattata della legge di Curie.
La legge di Curie-Weiss è un semplice modello derivato da un'approssimazione di campo medio; questo significa che funziona bene per temperature dei materiali {\displaystyle (T)} molto maggiori della loro corrispondente temperatura di Curie {\displaystyle (T_{C})}; tuttavia non riesce a descrivere la suscettività magnetica {\displaystyle (\chi )} nelle immediate vicinanze del punto di Curie a causa delle fluttuazioni locali tra gli atomi
Né la legge di Curie, né la legge di Curie–Weiss valgono per {\displaystyle T<T_{C}}.
Legge di Curie per un materiale paramagnetico è:
{\displaystyle \chi ={\frac {M}{H}}={\frac {M\mu _{0}}{B}}={\frac {C}{T}}},
dove:
- {\displaystyle \chi } è la suscettività magnetica
- {\displaystyle M} sono i momenti magnetici per unità di volume
- {\displaystyle H} è il campo magnetico macroscopico
- {\displaystyle B} è l'induzione magnetica
- {\displaystyle C} è la costante di Curie specifica del materiale data da: {\displaystyle C={\frac {\mu _{B}^{2}}{3k_{B}}}N_{A}g^{2}J(J+1)}[25], con:
  - {\displaystyle N_{A}} numero di Avogadro
  - {\displaystyle \mu _{0}} è la permeabilità magnetica del vuoto
  - {\displaystyle g} è il fattore di Landé
  - {\displaystyle J(J+1)} è l'autovalore per l'autostato {\displaystyle J^{2}} per gli stati stazionari all'interno dei gusci atomici incompleti (elettroni spaiati)
  - {\displaystyle \mu _{B}} è il magnetone di Bohr
  - {\displaystyle k_{B}} la costante di Boltzmann.

Il magnetismo totale è {\displaystyle N} volte il numero di momenti magnetici per unità di volume.
La legge di Curie-Weiss è quindi derivata dalla legge di Curie per essere:
{\displaystyle \chi ={\frac {C}{T-T_{\mathrm {C} }}}},
dove:
{\displaystyle T_{\mathrm {C} }={\frac {C\lambda }{\mu _{0}}}}
con {\displaystyle \lambda } costante del campo molecolare di Weiss.

## Fisica

### Approssimazione dall'alto alla temperatura di Curie
Poiché la legge di Curie-Weiss è un'approssimazione, è necessario un modello più accurato quando la temperatura {\displaystyle T}, si avvicina alla temperatura di Curie del materiale, {\displaystyle T_{C}}.
La suscettività magnetica si verifica al di sopra della temperatura di Curie.
Un modello accurato del comportamento critico per la suscettività magnetica con esponente critico {\displaystyle \gamma } è dato da:
{\displaystyle \chi \sim {\frac {1}{(T-T_{C})^{\gamma }}}}.
L'esponente critico differisce tra i diversi materiali e per il modello di campo medio è preso come {\displaystyle \gamma =1}
Poiché la temperatura è inversamente proporzionale alla suscettività magnetica, quando {\displaystyle T} si avvicina a {\displaystyle T_{C}} il denominatore tende a zero e la suscettività magnetica tende all'infinito consentendo il verificarsi del magnetismo. Questo è un magnetismo spontaneo che è una proprietà dei materiali ferromagnetici e ferrimagnetici.

### Approssimazione dal basso alla temperatura di Curie
Il magnetismo dipende dalla temperatura e il magnetismo spontaneo si verifica al di sotto della temperatura di Curie. Un modello accurato di comportamento critico per il magnetismo spontaneo con esponente critico {\displaystyle \beta } è il seguente:
{\displaystyle M\sim (T_{C}-T)^{\beta }}.
Anche in questo caso l'esponente critico dipende dal materiale e per il modello del campo medio viene assunto come {\displaystyle \beta ={\frac {1}{2}}} quando {\displaystyle T\ll T_{C}}.
Il magnetismo spontaneo tende a zero quanto la temperatura tende alla temperatura di Curie.

### Vicino allo zero assoluto
Il magnetismo spontaneo, che si verifica nei materiali ferromagnetici, ferrimagnetici e antiferromagnetici, tende a zero all'aumentare della temperatura verso la temperatura di Curie del materiale. Il magnetismo spontaneo è massimo quando la temperatura si avvicina allo zero assoluto ({\displaystyle 0\,\mathrm {K} =-273,15^{\circ }\mathrm {C} }). Ciò significa che i momenti magnetici sono completamente allineati e alla loro massima grandezza di magnetismo a causa della mancanza di disturbi termici.
Nei materiali paramagnetici l'energia termica è sufficiente per superare gli allineamenti ordinati. Quando la temperatura si avvicina a {\displaystyle 0\,\mathrm {K} }, l'entropia tende a zero, cioè il disordine diminuisce e il materiale diventa ordinato. Ciò avviene senza la presenza di un campo magnetico applicato e obbedisce al terzo principio della termodinamica.
Sia la legge di Curie che la legge di Curie-Weiss falliscono quando la temperatura si avvicina a {\displaystyle 0\,\mathrm {K} }. Questo perché dipendono dalla suscettività magnetica, che si applica solo quando lo stato è disordinato
Il solfato di gadolinio continua a soddisfare la legge di Curie a {\displaystyle 1\,\mathrm {K} }. Tra {\displaystyle 0\,\mathrm {K} } e {\displaystyle 1\,\mathrm {K} } la legge non è più valida e alla temperatura di Curie si verifica un cambiamento improvviso nella struttura intrinseca

### Modello di Ising delle transizioni di fase
Il modello di Ising è verificato da un punto di vista matematico e può analizzare i punti critici delle transizioni di fase di ordine ferromagnetico dovute a spin di elettroni {\displaystyle \pm {\frac {1}{2}}}. Gli spin interagiscono con il dipolo degli elettroni vicini nella struttura e qui il modello di Ising può prevedere il loro comportamento reciproco.
Questo modello è importante per risolvere e comprendere i concetti di transizioni di fase e quindi risolvere la temperatura di Curie. Di conseguenza, possono essere analizzate molte diverse dipendenze che influenzano la temperatura di Curie.
Ad esempio, le proprietà della superficie e del volume dipendono dall'allineamento e dall'ampiezza degli spin e il modello di Ising può determinare gli effetti del magnetismo in questo sistema.

### Domini di Weiss e temperature Curie di superficie e di massa
Le strutture dei materiali sono costituite da momenti magnetici intrinseci che sono separati in domini chiamati domini di Weiss Ciò può comportare che i materiali ferromagnetici non abbiano magnetismo spontaneo poiché i domini potrebbero potenzialmente bilanciarsi a vicenda. La posizione delle particelle può quindi avere orientamenti diversi intorno alla superficie rispetto alla parte principale (bulk) del materiale. Questa proprietà influenza direttamente la temperatura di Curie in quanto può esserci una temperatura di Curie di massa ({\displaystyle T_{B}}) e una diversa temperatura di Curie di superficie ({\displaystyle T_{S}}) per un materiale

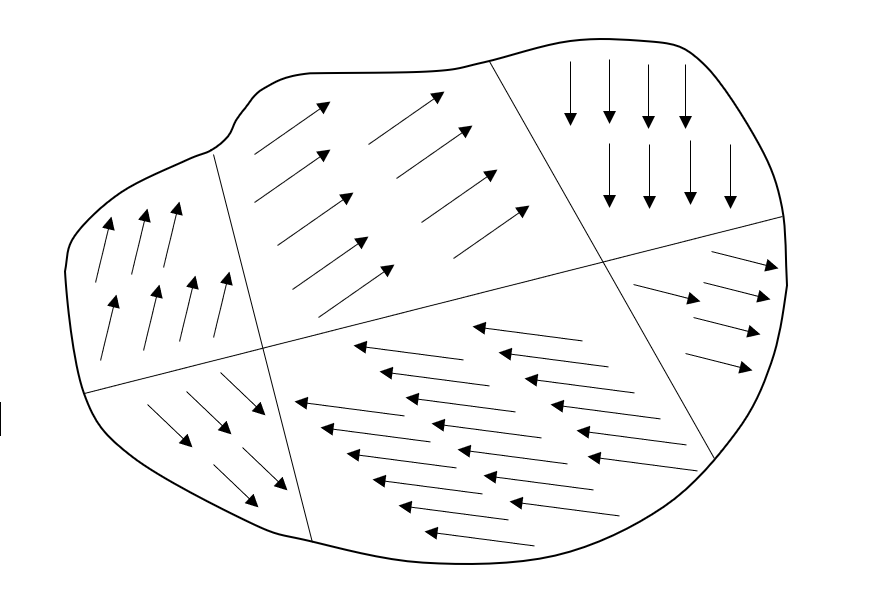
Figura 3. I domini di Weiss in un materiale ferromagnetico; i momenti magnetici sono allineati con i domini.

Ciò consente alla temperatura di Curie di superficie di essere ferromagnetica al di sopra della temperatura di Curie di massa quando lo stato principale è disordinato, ovvero gli stati ordinati e disordinati si verificano simultaneamente
Le proprietà di superficie e di massa possono essere previste dal modello di Ising e la spettroscopia a cattura di elettroni può essere utilizzata per rilevare gli spin degli elettroni e quindi i momenti magnetici sulla superficie del materiale. Un magnetismo totale medio viene preso dalla massa e dalle temperature superficiali per calcolare la temperatura di Curie dal materiale, ricordando che la massa contribuisce di più.
Il momento angolare di un elettrone è {\displaystyle +{\frac {\hbar }{2}}} o {\displaystyle -{\frac {\hbar }{2}}} a causa del valore dello spin che è pari a {\displaystyle {\frac {1}{2}}}, che dà una dimensione specifica del momento magnetico all'elettrone: il magnetone di Bohr Gli elettroni che orbitano attorno al nucleo in un anello di corrente creano un campo magnetico che dipende dal magnetone di Bohr e dal numero quantico magnetico Pertanto, i momenti magnetici sono correlati al momento angolare e a quello orbitale e si influenzano a vicenda. Il momento angolare contribuisce ai momenti magnetici il doppio rispetto all'orbitale
Per il terbio, che è un metallo delle terre rare e ha un elevato momento angolare orbitale, il momento magnetico è abbastanza forte da influenzare l'ordine al di sopra delle sue temperature di massa. Si dice che abbia un'alta anisotropia sulla superficie, cioè è altamente diretto verso un orientamento. Rimane ferromagnetico sulla sua superficie al di sopra della sua temperatura di Curie {\displaystyle (219\,\mathrm {K} )} mentre la sua massa diventa antiferromagnetica e quindi, a temperature più elevate, la sua superficie rimane antiferromagnetica al di sopra della sua temperatura di Néel {\displaystyle (230\,\mathrm {K} }) prima di diventare completamente disordinata e paramagnetica con l'aumentare della temperatura. L'anisotropia nella massa è diversa dalla sua anisotropia superficiale appena sopra questi cambiamenti di fase poiché i momenti magnetici saranno ordinati in modo diverso o ordinati nei materiali paramagnetici.

### Modifica della temperatura Curie di un materiale

#### Materiali compositi
I materiali compositi, ovvero materiali composti da altri materiali con proprietà diverse, possono modificare la temperatura di Curie. Ad esempio, un composito che contiene argento può creare spazi per le molecole di ossigeno nel legame che diminuisce la temperatura di Curie poiché il reticolo cristallino non sarà così compatto.
L'allineamento dei momenti magnetici nel materiale composito influenza la temperatura di Curie: se i momenti dei materiali sono paralleli tra loro, la temperatura di Curie aumenterà e se sono invece perpendicolari tra loro la temperatura di Curie diminuirà poiché sarà necessaria più o meno energia termica per distruggere gli allineamenti.
La preparazione di materiali compositi a diverse temperature può portare a diverse composizioni finali che avranno diverse temperature Curie. Il drogaggio di un materiale può anche influenzare la sua temperatura di Curie.
La densità dei materiali nanocompositi cambia la temperatura di Curie. I nanocompositi sono strutture compatte su nanoscala; la struttura è costituita da alte e basse temperature Curie alla rinfusa, tuttavia avrà solo una temperatura Curie di campo medio. Una maggiore densità di temperature di massa più basse si traduce in una temperatura di Curie di campo medio più bassa, e una maggiore densità di temperature di massa più alte aumenta significativamente la temperatura di Curie di campo medio. In più di una dimensione la temperatura di Curie inizia ad aumentare poiché i momenti magnetici avranno bisogno di più energia termica per spezzare la struttura ordinata.

#### Dimensione delle particelle
La dimensione delle particelle nel reticolo cristallino di un materiale cambia la temperatura di Curie. A causa delle piccole dimensioni delle particelle (nanoparticelle) le fluttuazioni degli spin degli elettroni diventano più importanti, il che si traduce in una drastica diminuzione della temperatura di Curie quando la dimensione delle particelle diminuisce, poiché le fluttuazioni causano disordine. La dimensione di una particella influenza anche l'anisotropia, rendendo l'allineamento meno stabile e quindi portando a disordine nei momenti magnetici
L'estremo di questo è il superparamagnetismo che si verifica solo in piccole particelle ferromagnetiche. In questo fenomeno, le fluttuazioni sono molto influenti, facendo sì che i momenti magnetici cambino direzione in modo casuale e quindi creino disordine.
La temperatura di Curie delle nanoparticelle è anche influenzata dalla struttura del reticolo cristallino: cubica a corpo centrato (bcc), cubica a facce centrate (fcc) e una struttura esagonale (hcp) hanno tutte temperature Curie diverse a causa dei momenti magnetici che reagiscono agli spin degli elettroni vicini. fcc e hcp hanno strutture più strette e, di conseguenza, hanno temperature Curie più elevate rispetto a bcc, poiché i momenti magnetici hanno effetti più forti quando sono ravvicinati. Questo è noto come numero di coordinazione, che è il numero di particelle prossime vicine (o vicine più vicine) in una struttura. Ciò indica un numero di coordinazione inferiore sulla superficie di un materiale rispetto alla massa che porta alla superficie, che diventa meno significativa quando la temperatura si avvicina alla temperatura di Curie. Nei sistemi più piccoli il numero di coordinazione per la superficie è più significativo e i momenti magnetici hanno un effetto più forte sul sistema.
Sebbene le fluttuazioni nelle particelle possano essere minuscole, dipendono fortemente dalla struttura dei reticoli cristallini poiché reagiscono con le particelle prossime vicine. Anche le fluttuazioni sono influenzate dall'interazione di scambio in quanto sono favoriti momenti magnetici paralleli affacciati e quindi hanno meno disturbo e disordine. Una struttura più stretta pertanto influenza un magnetismo più forte e quindi una temperatura di Curie più alta.

#### Pressione
La pressione modifica la temperatura di Curie di un materiale. L'aumento della pressione sul reticolo cristallino diminuisce il volume del sistema. La pressione influenza direttamente l'energia cinetica nelle particelle man mano che il movimento aumenta, causando l'interruzione delle vibrazioni nell'ordine dei momenti magnetici. Questo è simile alla temperatura, in quanto aumenta anche l'energia cinetica delle particelle e distrugge l'ordine dei momenti magnetici e del magnetismo
La pressione influisce anche sulla densità degli stati (DOS). Qui la DOS diminuisce facendo diminuire il numero di elettroni a disposizione del sistema: ciò porta alla diminuzione del numero di momenti magnetici, in quanto essi dipendono dagli spin degli elettroni. Per questo ci si aspetterebbe che la temperatura di Curie diminuisca; tuttavia, aumenta: questo è il risultato dell'interazione di scambio. L'interazione di scambio favorisce i momenti magnetici paralleli allineati a causa del fatto che gli elettroni non possono occupare lo stesso spazio nel tempo e man mano che questo aumenta a causa della diminuzione del volume, la temperatura di Curie aumenta con la pressione. La temperatura di Curie è costituita da una combinazione di dipendenze dall'energia cinetica e dalla DOS.
La concentrazione di particelle influenza anche la temperatura di Curie quando viene applicata la pressione e può comportare una diminuzione della temperatura di Curie quando la concentrazione è superiore a una certa percentuale.

#### Ordinamento orbitale
L'ordinamento orbitale modifica la temperatura di Curie di un materiale. L'ordinamento orbitale può essere controllato mediante deformazioni applicate Questa è una funzione che determina l'onda di un singolo elettrone o di elettroni accoppiati all'interno del materiale. Avere il controllo sulla probabilità di dove sarà l'elettrone consente di alterare la temperatura di Curie. Ad esempio, gli elettroni delocalizzati possono essere spostati sullo stesso piano del reticolo mediante deformazioni applicate all'interno del reticolo cristallino stesso.
La temperatura di Curie è vista aumentare notevolmente a causa degli elettroni che sono impacchettati insieme sullo stesso piano, e sono costretti ad allinearsi a causa dell'interazione di scambio: aumenta pertanto la forza dei momenti magnetici che impedisce il disordine termico a temperature più basse.

## Temperatura di Curie nei materiali ferroelettrici
Analogamente ai materiali ferromagnetici e paramagnetici, il termine temperatura di Curie {\displaystyle (T_{C})} viene applicato anche alla temperatura alla quale un materiale ferroelettrico passa ad essere paraelettrico. Quindi {\displaystyle (T_{C})} è la temperatura in cui i materiali ferroelettrici perdono la loro polarizzazione spontanea quando si verifica un cambiamento di fase del primo o del secondo ordine. In caso di transizione del secondo ordine la temperatura di Curie-Weiss {\displaystyle (T_{0})}, che definisce il massimo della costante dielettrica, è uguale alla temperatura di Curie. Tuttavia, la temperatura di Curie può essere {\displaystyle 10\,\mathrm {K} } superiore a {\displaystyle T_{0}} in caso di transizione del primo ordine
| Al di sotto di {\displaystyle T_{C}} | Al di sopra di {\displaystyle T_{C}} |
| ------------------------------------ | ------------------------------------ |
| Ferroelectrico                       | ↔ Dielettrico (paraelettrico)        |
| Antiferroelettrico                   | ↔ Dielettrico (paraelettrico)        |
| Ferrielettrico                       | ↔ Dielettrico (paraelettrico)        |
| Elielettrico                         | ↔ Dielettrico (paraelettrico)        |

### Ferroelettrico e dielettrico
I materiali sono ferroelettrici solo al di sotto della loro corrispondente temperatura di transizione {\displaystyle T_{0}}. I materiali ferroelettrici sono tutti piroelettrici e quindi hanno una polarizzazione elettrica spontanea in quanto le strutture sono asimmetriche.

Figura 4:(Al di sotto di) Polarizzazione ferroelettrica in un campo elettrico applicato.

Figura 5: (Al di sopra di) Polarizzazione dielettrica in un campo elettrico applicato.

La polarizzazione dei materiali ferroelettrici è soggetta a isteresi (Figura 4), cioè dipendono dal loro stato passato così come dal loro stato attuale. Quando viene applicato un campo elettrico, i dipoli sono costretti ad allinearsi e si crea polarizzazione; quando il campo elettrico viene rimosso la polarizzazione rimane. Il ciclo di isteresi dipende dalla temperatura e di conseguenza quando la temperatura aumenta e raggiunge {\displaystyle T_{0}} le due curve diventano una curva sola, come mostrato nella polarizzazione dielettrica (Figura 5).

### Permittività relativa
Una versione modificata della legge di Curie-Weiss si applica alla costante dielettrica, nota anche come permittività relativa:.
{\displaystyle \varepsilon =\varepsilon _{0}+{\frac {C}{T-T_{0}}}}.

## Applicazioni
Una transizione ferromagnetico-paramagnetica indotta dal calore viene utilizzata nei supporti di memorizzazione magneto-ottici per la cancellazione e la scrittura di nuovi dati. Esempi famosi includono il formato Sony Minidisc, così come l'ormai obsoleto formato CD-MO. Sono stati proposti e testati elettromagneti a punto curie per meccanismi di attuazione in sistemi di sicurezza passiva di reattori autofertilizzanti veloci, in cui le barre di controllo vengono lasciate cadere nel nocciolo del reattore se il meccanismo di attuazione si riscalda oltre il punto curie del materiale. Altri usi includono il controllo della temperatura nei saldatori e la stabilizzazione del campo magnetico dei generatori tachimetrici contro le variazioni di temperatura.